# Montreuil-sur-Brêche
Montreuil-sur-Brêche ist eine französische Gemeinde mit 495 Einwohnern (Stand 1. Januar 2022) im Département Oise in der Region Hauts-de-France. Die Gemeinde liegt im Arrondissement Clermont und ist Teil der Communauté de communes de l’Oise Picarde und des Kantons Saint-Just-en-Chaussée.

## Geographie
Die Gemeinde liegt am Oberlauf des Flüsschens Brèche rund 21 Kilometer nordöstlich von Beauvais und neun Kilometer westlich von Saint-Just-en-Chaussée. Zur Gemeinde gehört der Ortsteil Couvremont.

## Toponymie und Geschichte
Der vom lateinischen Monasteriolum (Klösterchen) abgeleitete Gemeindename, der auf ein Klostergebäude (Priorei) hinweist, wird im Jahr 1040 genannt. Die Herrschaft hatten die Herren von La Brosse (Yvelines) inne. Im Hundertjährigen Krieg wurde der Ort 1472 verwüstet.

## Einwohner
| 1962 | 1968 | 1975 | 1982 | 1990 | 1999 | 2006 | 2011 |
| ---- | ---- | ---- | ---- | ---- | ---- | ---- | ---- |
| 398  | 418  | 444  | 408  | 380  | 440  | 521  | 531  |

## Sehenswürdigkeiten
- Befestigtes Gehöft Ferme de Ponceaux aus dem 17. Jahrhundert, ein Überrest des früheren Schlosses von Montreuil, mit zwei Rundtürmen, 1969 teilweise als Monument historique eingetragen[1]
- Kirche Saint-Pierre aus dem Jahr 1477 mit hölzernem Glockenturm und Abendmahlsgemälde (flämische Schule) aus dem 16. Jahrhundert (Base Palissy)[2]
- Kapelle Saint-Jean in Couvremont[3]
- Kapelle Saint-Prix[4]
- Kapelle Jésus-Maria[5]